# Nimbostratus

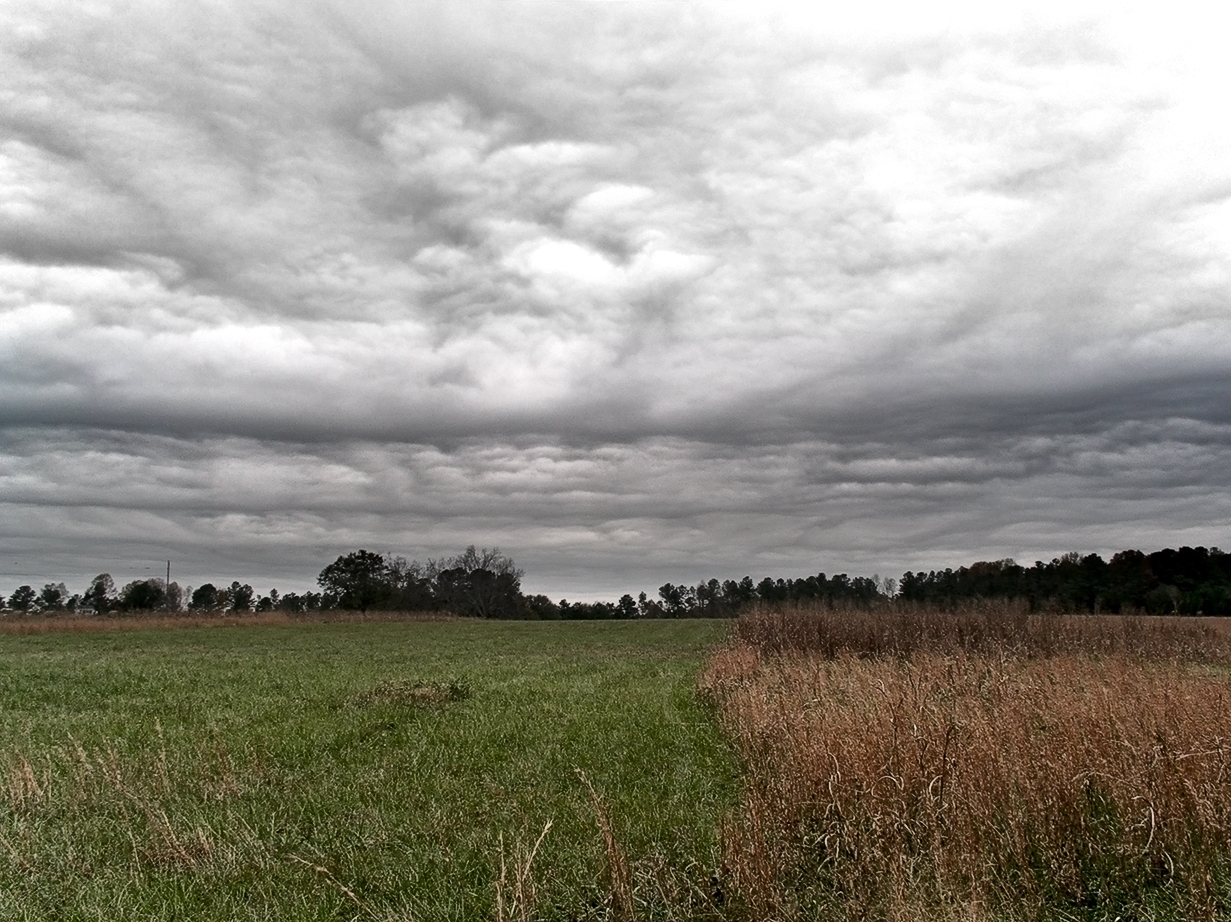
Nimbostratus s několika kumuly

Nimbostratus (Ns, česky dešťová sloha) má horizontální rozměry tisíce kilometrů, vertikální mohutnost až několik kilometrů a vypadávají z něho trvalé srážky, ať déšť, sněžení nebo jejich kombinace. Již z dálky můžeme pozorovat srážkové pruhy, nemusí dopadat na zem a vzniká tak virga, v tomto případě se mrak zdá být ze spodní strany rozostřený a modrý. Často se pod nimbostraty tvoří nízké cáry oblaků, které se spojí v celkem souvislou vrstvu. Těmto cárům se říká fractostraty nebo fractocumuly, podle toho, zda se víc podobají cumulům nebo stratům. Téměř vždy začne pršet až když se tyto oblaky utvoří. Většinou je tento mrak špatného počasí smíšený, tj. skládá se jak z vodních kapek, tak z ledových krystalků. Rozeznat tento typ oblaků je velmi snadné. Obvykle zatahuje celou oblohu, má jednotnou temně šedou barvu  a vzhledem k velké mohutnosti jím slunce neprosvítá. Jelikož je oblak vertikálně hodně rozsáhlý, často zasahuje do vysokého nebo nízkého patra i když patří k oblakům středního patra. V některých případech může dobře vertikálně vyvinutý nimbostratus v sobě skrývat cumulonimbus, což je bouřkový oblak, který vede ke vzniku intenzivních dešťů, blesků a krupobití. Tento jev nelze pozorovat pouhým okem a je odhalitelný jen radarem.